# Stanfieldita
La stanfieldita és un mineral de la classe dels fosfats. Rep el seu nom en honor de Stanley Field (1875-1964), que va ser president del Museu Field d'Història Natural de Chicago, Illinois, Estats Units; durant la seva tinença la col·lecció de meteorits del museu va adquirir grans proporcions.

## Característiques
La stanfieldita és un fosfat de fórmula química Ca₄Mg₅(PO₄)₆. Cristal·litza en el sistema monoclínic. El seu color és d'ambre a vermell clar. La seva duresa a l'escala de Mohs és 4 a 5.
Segons la classificació de Nickel-Strunz, la stanfieldita pertany a «08.AC: Fosfats, etc. sense anions addicionals, sense H₂O, amb cations de mida mitjana i gran» juntament amb 49 minerals més, entre els quals es troben: howardevansita, al·luaudita, arseniopleïta, bario-olgita, bobdownsita, bobfergusonita, brianita, ferromerrillita, hagendorfita, johil·lerita, johnsomervilleïta, marićita, merrillita, olgita, panethita, qingheiïta, qingheiïta-(Fe2+), schäferita, whitlockita, xenofil·lita i yazganita.

## Formació i jaciments
La stanfieldita ha estat descrita a partir de mostres de meteorits metàl·lics i també de pal·lasites. S'han trobat meteorits que contenen stanfieldita al Canadà, Estats Units, Mèxic, Belarús, el Japó, Noruega, i la Xina.
Sol trobar-se associada amb altres minerals com: whitlockita, farringtonita, olivina i troilita.